# Hotell Paradisets hemlighet
Hotell Paradisets hemlighet är en svensk dramafilm från 1931 i regi av George Schnéevoigt. 

## Om filmen
Filmen premiärvisades den 19 november 1931 på biograf Olympia i Stockholm. Den spelades in vid Nordisk Films Kompagni i Valby Danmark med exteriörer från Sønderjyllands västkust av Valdemar Christensen. Som förlaga har man Einar Rousthøjs roman Hotell Paradis som utgavs 1914. Samtidigt med den svenska versionen spelades det in en dansk version med helt andra skådespelare under romanens originaltitel Hotell Paradis.

## Rollista
- John Ekman – Henrik Schultze, värdshusvärd
- Ester Roeck-Hansen – Emilie, hans hustru
- Gunnel Lindgren – Rosa, deras dotter
- Gun Holmquist – Rosa som vuxen
- Harry Roeck-Hansen – Kleinsorg, mjölnare
- Knut Jarlow – von Krakow, löjtnant
- Anna-Lisa Baude – Tok-Greta
- Gösta Gustafson – Fridolin
- Ragnar Arvedson – Henemann, bödel
- Georg af Klercker – man
- Richard Svanström – man
- Tekla Sjöblom – en kvinna
- Anton de Verdier – en man